# Virgil Rusu
Virgil N. Rusu (n. 1895 – d. 1980) a fost un general român care a luptat în cel de-al Doilea Război Mondial.
A fost decorat la 4 august 1945 cu Ordinul Militar „Mihai Viteazul” cu spade, clasa III, „pentru curajul și eroismul dovedit în lupta
pentru cucerirea C. F. Gödölo Budapesta, când personal s'a dus prin spatele inamicului și a dat ordin de atac în urma căruia a fost cucerit obiectivul zilei. În noaptea de 27 Decemvrie 1944, a strecurat batalionul printr'o breșă de 800 m, făcută în dispozitivul inamic, interceptează șoseaua Kerepes-Budapesta, și înfrângând rezistențele acestuia ajunge în fata comunei Cincota, înlesnind astfel Corpului VII Armată înaintarea către Budapesta. În luptele din Cehoslovacia între 26 până la 29 ianuarie 1945, duce grele acțiuni de luptă dela Nord Luborec, până la Nedeliste, iar între 4-12 februarie 1945, susține grelele lupte dela cotele 621 și 635 Hrabca. Între 22 Februarie - 17 martie 1945, zdrobind pe inamic la Oremov, Laz, Lopati, Zabava, Pliesovce, Sasa, Niva, Dobra, Baceroc, Ostra Luca și Gunda, reușește să atingă râul Gron. Între 5-7 aprilie 1945 sparge dispozitivul inamic în lungul C. F. Peștian-Nove Mesto, trecând vertiginos peste localitățile Gorni, Streda, Brunovte, Podvorite Vieska, Mosovte și Nove Mesto. În ansamblul de cucerire a orașului Kromerjij, reușește ca în ziua de 4 mai 1945, să atingă Morava”.
Prin Decretul Consiliului de Stat al Republicii Populare Romîne nr. 500/1964 i s-a conferit Ordinul „23 August” clasa a IV-a „pentru merite deosebite în opera de construire a socialismului, cu prilejul celei de a XX-a aniversări a eliberării patriei”.

## Decorații
- Ordinul „Mihai Viteazul” cu spade, cl. a III-a (4 august 1945)[1]
- Ordinul „23 August” clasa a IV-a (1964)[2]